# Azodikarbonamid
|  |  |

|  |  |

Az azodikarbonamid, ADCA, ADA vagy azo(bisz)formamid szerves vegyület, képlete C2H4O2N4. Sárgás-narancsvörös szagtalan, kristályos por. Nevezik „jógaszőnyeg”-vegyületnek is habos műanyagokban való használata miatt. Először John Bryden írta le 1959-ben.

## Szintézis
Karbamid hidrazinnal való reakciójával állítják elő, melynek során biurea keletkezik:
{\displaystyle {\ce {2 O=C(NH2)2 +H2NNH2 ->H2NC(=O)-NH-NH-C(=O)-NH2 +2 NH3}}}
Klórral vagy krómsavval oxidálva ez azodikarbonamiddá alakul:
{\displaystyle {\ce {H2N-C(=O)-NH-NH-C(=O)-NH2 +Cl2 ->H2N-C(=O)-N=N-C(=O)-NH2 +2 HCl}}}

## Használata

### Habosításra
Az azodikarbonamidot elsősorban habosított műanyagokban használják habosítószerként. Az azodikarbonamid hőbomlása nitrogént, szén-monoxidot, szén-dioxidot és ammóniát ad, melyek a polimerben maradnak buborékokként, habos anyagot adva.
Az azodikarbonamidot többek közt műanyagok, szintetikus bőr előállításában használják, és lehet tiszta vagy módosított. A módosítás befolyásolja a reakció-hőmérsékleteket. A tiszta azodikarbonamid általában 200 °C körül reagál. A műanyag-, bőr- és más iparokban a módosított azodikarbonamid (átlagos bomlási hőmérséklet: 170 °C) a reakciót gyorsító vagy a bomlási hőmérsékletet csökkentő adalékokat tartalmaz.
Például a polivinil-klorid (PVC) és az EVA-PE habok előállításához használatos azodikarbonamid, ahol gázokká bomláskor buborékokat alkot. A PVC-hab rugalmas, és nem csúszik sima felületen. Használatos szőnyegek alatt és padlószőnyegekre is. Az 1980-as évek óta elérhetők polietilénhab jógaszőnyegek.

### Élelmiszer-adalékként
Élelmiszer-adalékként az azodikarbonamidot lisztfehérítőként és tésztakezelésre. Nedves liszttel oxidálószerként reagál. A fő reakciótermék a sütés során stabil biurea. Másodlagos reakciótermékek például a szemikarbazid és az etil-karbamát. E-száma E927. Számos amerikai gyorsétterem a negatív visszhang miatt eltávolította az adalékot.

## Biztonság és szabályzások

### Munkahelyi (belélegzés)
Egy 1999-es jelentésben az Egészségügyi Világszervezet az azodikarbonamidnak annak előállítási vagy kezelési helyén való kitettséget „légzési panaszokkal, allergiákkal és asztmával” kapcsolta össze. Az elérhető adat e foglalkozási környezetekre korlátozódik. A nem foglalkozási azokarbamid-kitettség nem ismert az elérhető adat hiánya miatt. A WHO leírta: „A kockázat szintje ismeretlen, így a kitettségi szintek a lehető legalacsonyabbra csökkentendők”.
Az Egyesült Királyságban a Health and Safety Executive az azodikarbonamidot a légzőrendszert érzékenyítőnek (lehetséges asztmaok) sorolta be munkahelyen, és úgy határozott, hogy az ezt tartalmazó tárolók „Belégzése érzékenységet okozhat.” felirattal látandók el." Az azodikarbonamid a REACH szabályzás lehetséges SVHC-jének lett besorolva 2012-ben légzőrendszeri érzékenyítésre való képessége miatt.

### Élelmiszerben
Egyes államokban az azodikarbonamid lisztfehérítőkénti használata megszűnt. Például nem használják Ausztráliában és az Európai Unióban se élelmiszer-adalékanyagként. Az azodikarbonamid térfogatnövelésre való használata 2005 augusztusa óta tiltott élelmiszerrel érintkezésre alkalmas műanyagokban is. Az Amerikai Egyesült Államokban az azodikarbonamid generally recognized as safe (GRAS) státuszú, maximális megengedett szintje lisztben 45 ppm. Használata az emberi fogyasztásra előállított termékekben csökken a közvélemény nyomása miatt. 2014-ben az azodikarbonamid-használat kettőssége miatt a Subway és a Wendy's bejelentették, hogy nem használják tésztakészítésre. 2014 februárjában a Center for Science in the Public Interest szerint az azodikarbonamid „gyengén tesztelt”, és javasolja az ételben használt megengedett azodikarbonamid-mennyiség csökkentését.
Az ADA ételben való tiltását főleg a használatának mellékterméke, a szemikarbazid gyenge karcinogén hatása motiválja. Az EU az ADA-t az ételtárolókban egy EFSA-jelentés ellenére tiltotta be, mely szerint az alacsony mennyiség miatt nem jelent veszélyt a kitettség. Az FDA jelentése szerint a megengedett szintekig továbbra is biztonságos az ADA.
2021 februárjáig, szemben a versenytársakkal, például a Wendy'szel, mely kivezette az anyagot, az A&W továbbra is használ bizonyos mennyiségű azodikarbonamidot („2% alatt”) a hamburgerben.

## Fordítás
Ez a szócikk részben vagy egészben  az   AZodicarbonamide című angol Wikipédia-szócikk ezen változatának fordításán alapul.  Az eredeti cikk szerkesztőit annak laptörténete sorolja fel. Ez a jelzés csupán a megfogalmazás eredetét és a szerzői jogokat jelzi, nem szolgál a cikkben szereplő információk forrásmegjelöléseként.